# Lydía (Kavála)
Lydía (grec moderne : Λυδία) est une localité située dans le dème de Kavála, dans le district régional de Kavála, dans la periphérie de Macédoine-Orientale-et-Thrace, en Grèce.
Selon le recensement de 2011, elle compte 808 habitants.
Elle porte depuis 1932 le nom de Lydie de Thyatire, dont le baptême aurait eu lieu dans les environs.